# Gillian Clark (Badminton)

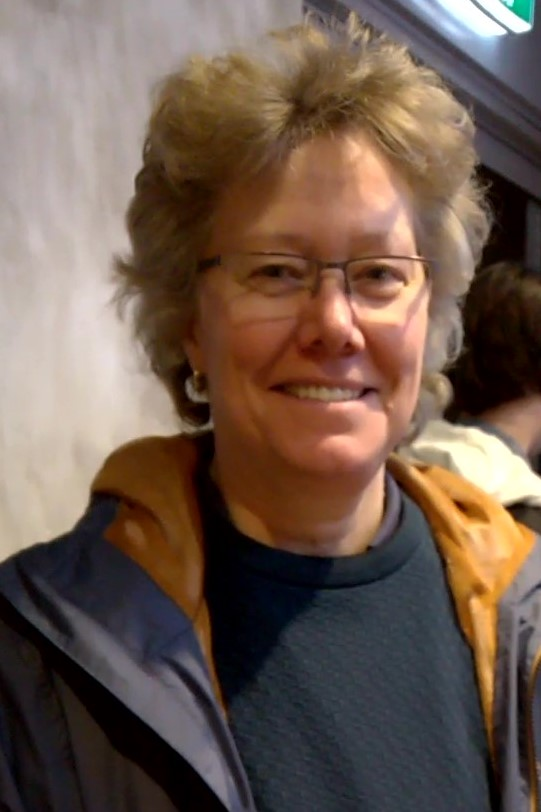
Gillian Clark, 2017

Gillian Margaret Clark, MBE (* 2. September 1961 in Bagdad, Irak) ist eine ehemalige englische Badmintonspielerin.
Nach vier Juniorentiteln in ihrer Heimat und einem Junioreneuropameistertitel gewann sie 1982 ihren ersten Europameistertitel bei den Erwachsenen. 1984 und 1986 verteidigte sie diesen Titel im Damendoppel, um dann 1988 den Mixedtitel zu gewinnen. Im Doppel reichte es im letztgenannten Jahr nur zu Silber. 1983 gewann sie bei den Weltmeisterschaften Bronze im Doppel, 1993 Bronze im Mixed. Als Vertreterin Großbritanniens nahm sie mit ihrer Doppelpartnerin Julie Bradbury an den Olympischen Spielen 1992 in Barcelona teil und schied dort im Viertelfinale gegen die späteren Siegerinnen aus Südkorea aus.
Gillian Clark arbeitet heute als Kommentatorin.

## Titel
| Saison    | Veranstaltung                               | Disziplin   | Sieger |
| --------- | ------------------------------------------- | ----------- | --- |
| 1978      | England: Einzelmeisterschaft der Junioren   | Damendoppel | Karen Bridge / Gillian Clark |
| 1979      | Badminton-Junioreneuropameisterschaft       | Damendoppel | Sally Leadbeater / Gillian Clark |
| 1979      | England: Einzelmeisterschaft der Junioren   | Mixed       | Christopher Back / Gillian Clark |
| 1979      | England: Einzelmeisterschaft der Junioren   | Damendoppel | Sally Leadbeater / Gillian Clark |
| 1979      | Czechoslovakian International               | Damendoppel | Sally Leadbeater / Gillian Clark |
| 1980      | England: Einzelmeisterschaft der Junioren   | Damendoppel | Sally Leadbeater / Gillian Clark |
| 1980      | Czechoslovakian International               | Damendoppel | Kathleen Redhead / Gillian Clark |
| 1980      | Portugal: Internationale Meisterschaften    | Damendoppel | Gillian Clark / Kathleen Redhead |
| 1981      | Northumberland International                | Damendoppel | Gillian Clark / Barbara Beckett |
| 1982      | Badminton-Europameisterschaft               | Damendoppel | Gillian Gilks / Gillian Clark |
| 1982      | Indonesian Open                             | Damendoppel | Gillian Gilks / Gillian Clark |
| 1982      | Niederlande: Internationale Meisterschaften | Damendoppel | Gillian Gilks / Gillian Clark |
| 1982      | Kanada: Internationale Meisterschaften      | Damendoppel | Gillian Gilks / Gillian Clark |
| 1982      | Schweden: Internationale Meisterschaften    | Mixed       | Duncan Bridge / Gillian Clark |
| 1982      | Badminton-Europameisterschaft               | Mannschaft  | England (Martin Dew, Gillian Gilks, Mike Tredgett, Nora Perry, Gillian Clark, Helen Troke, Karen Bridge, Nick Yates, Ray Stevens, Steve Baddeley) |
| 1982      | Schottland: Internationale Meisterschaften  | Damendoppel | Gillian Gilks / Gillian Clark |
| 1983      | England: Einzelmeisterschaften              | Mixed       | Mike Tredgett / Gillian Clark |
| 1983      | Niederlande: Internationale Meisterschaften | Damendoppel | Gillian Gilks / Gillian Clark |
| 1983      | Japan Open                                  | Damendoppel | Gillian Gilks / Gillian Clark |
| 1984      | Badminton-Europameisterschaft               | Damendoppel | Karen Chapman / Gillian Clark |
| 1985      | England: Einzelmeisterschaften              | Damendoppel | Gillian Clark / Gillian Gowers |
| 1985      | Niederlande: Internationale Meisterschaften | Damendoppel | Gillian Clark / Gillian Gowers |
| 1986      | Indonesian Open                             | Mixed       | Steen Fladberg / Gillian Clark |
| 1986      | Europameisterschaft                         | Damendoppel | Gillian Clark / Gillian Gowers |
| 1986/1987 | Dänemark: Internationale Meisterschaften    | Damendoppel | Gillian Clark / Gillian Gowers |
| 1987      | England: Einzelmeisterschaften              | Damendoppel | Gillian Clark / Gillian Gowers |
| 1987/1988 | Deutschland: Internationale Meisterschaften | Mixed       | Steen Fladberg / Gillian Clark |
| 1987/1988 | Belgien: Internationale Meisterschaften     | Mixed       | Steen Fladberg / Gillian Clark |
| 1988      | Schottland: Internationale Meisterschaften  | Damendoppel | Gillian Clark / Sara Sankey |
| 1988      | Thailand Open                               | Mixed       | Steen Fladberg / Gillian Clark |
| 1988      | Niederlande: Internationale Meisterschaften | Damendoppel | Gillian Clark / Sara Sankey |
| 1988      | Badminton-Europameisterschaft               | Mixed       | Steen Fladberg / Gillian Clark |
| 1988      | England: Einzelmeisterschaften              | Damendoppel | Gillian Clark / Gillian Gowers |
| 1989      | Schottland: Internationale Meisterschaften  | Damendoppel | Gillian Gowers / Gillian Clark |
| 1989      | Japan Open                                  | Damendoppel | Gillian Clark / Jilie Mundy |
| 1989      | England: Einzelmeisterschaften              | Damendoppel | Gillian Clark / Gillian Gowers |
| 1989      | England: Einzelmeisterschaften              | Mixed       | Andy Goode / Gillian Clark |
| 1990      | England: Einzelmeisterschaften              | Damendoppel | Gillian Clark / Gillian Gowers |
| 1990      | England: Einzelmeisterschaften              | Mixed       | Andy Goode / Gillian Clark |
| 1990      | Indonesian Open                             | Damendoppel | Gillian Gilks / Gillian Clark |
| 1991      | Schweden: Internationale Meisterschaften    | Damendoppel | Gillian Clark / Nettie Nielsen |
| 1991      | Japan Open                                  | Damendoppel | Gillian Clark / Gillian Gowers |
| 1991      | Finnish International                       | Damendoppel | Nettie Nielsen / Gillian Clark |
| 1991      | Spanien: Internationale Meisterschaften     | Damendoppel | Julie Bradbury / Gillian Clark |
| 1991      | Spanien: Internationale Meisterschaften     | Mixed       | Andy Goode / Gillian Clark |
| 1992      | England: Einzelmeisterschaften              | Damendoppel | Gillian Clark / Julie Bradbury |
| 1993      | Swiss Open                                  | Damendoppel | Gillian Clark / Joanne Wright |
| 1993      | England: Einzelmeisterschaften              | Damendoppel | Gillian Clark / Gillian Gowers |
| 1993      | England: Einzelmeisterschaften              | Mixed       | Nick Ponting / Gillian Clark |